# Radaur
Radaur è una città dell'India di 11.737 abitanti, situata nel distretto di Yamuna Nagar, nello stato federato dell'Haryana. In base al numero di abitanti la città rientra nella classe IV (da 10.000 a 19.999 persone).

## Geografia fisica
La città è situata a 30° 1' 60 N e 77° 9' 0 E e ha un'altitudine di 259 m s.l.m..

## Società

### Evoluzione demografica
Al censimento del 2001 la popolazione di Radaur assommava a 11.737 persone, delle quali 6.164 maschi e 5.573 femmine. I bambini di età inferiore o uguale ai sei anni assommavano a 1.397, dei quali 806 maschi e 591 femmine. Infine, coloro che erano in grado di saper almeno leggere e scrivere erano 8.396, dei quali 4.671 maschi e 3.725 femmine.